# Sun Shengnan
Sun Shengnan (født 21. januar 1987 i Beijing, Kina) er en professionel tennisspiller fra Kina. 
Sun Shengnan højeste rangering på WTA single rangliste var som nummer 216, hvilket hun opnåede 4. april 2011. I double er den bedste placering nummer 50, hvilket blev opnået 17. september 2007. 